# Motala Industrimuseum

Motala Industrimuseum är ett museum i Motala, Östergötland, som ställer ut produkter som vid olika epoker har tillverkats vid AB Motala Verkstad. Museet invigdes på sin nuvarande plats 2004 och är en del av Motala musei- och hembygdsförening. I museet kan man se det första lokomotivet som tillverkades på platsen, Carlsund, tillverkat 1862. Det döptes efter den dåvarande ledaren av verkstaden Otto Edvard Carlsund. Museet visar även modeller, fotografier samt fungerande maskiner, bland annat LIMO-traktorn som är Sveriges första bandtraktor. Här finns även en utställning av produkter från företaget Electrolux som varit verksamma i Motala under många år.

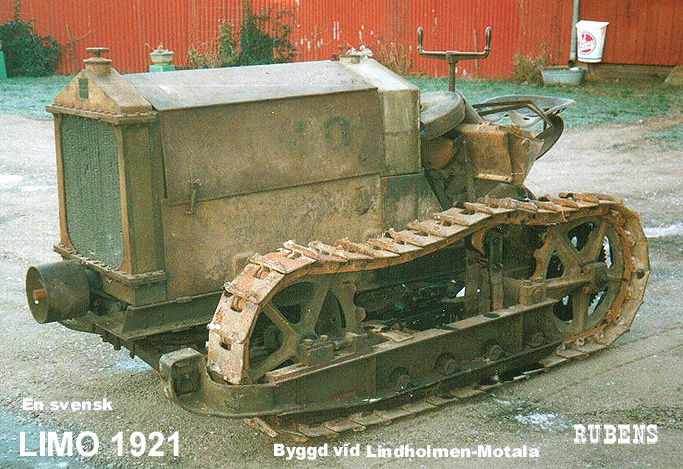
LIMO bandtraktor.

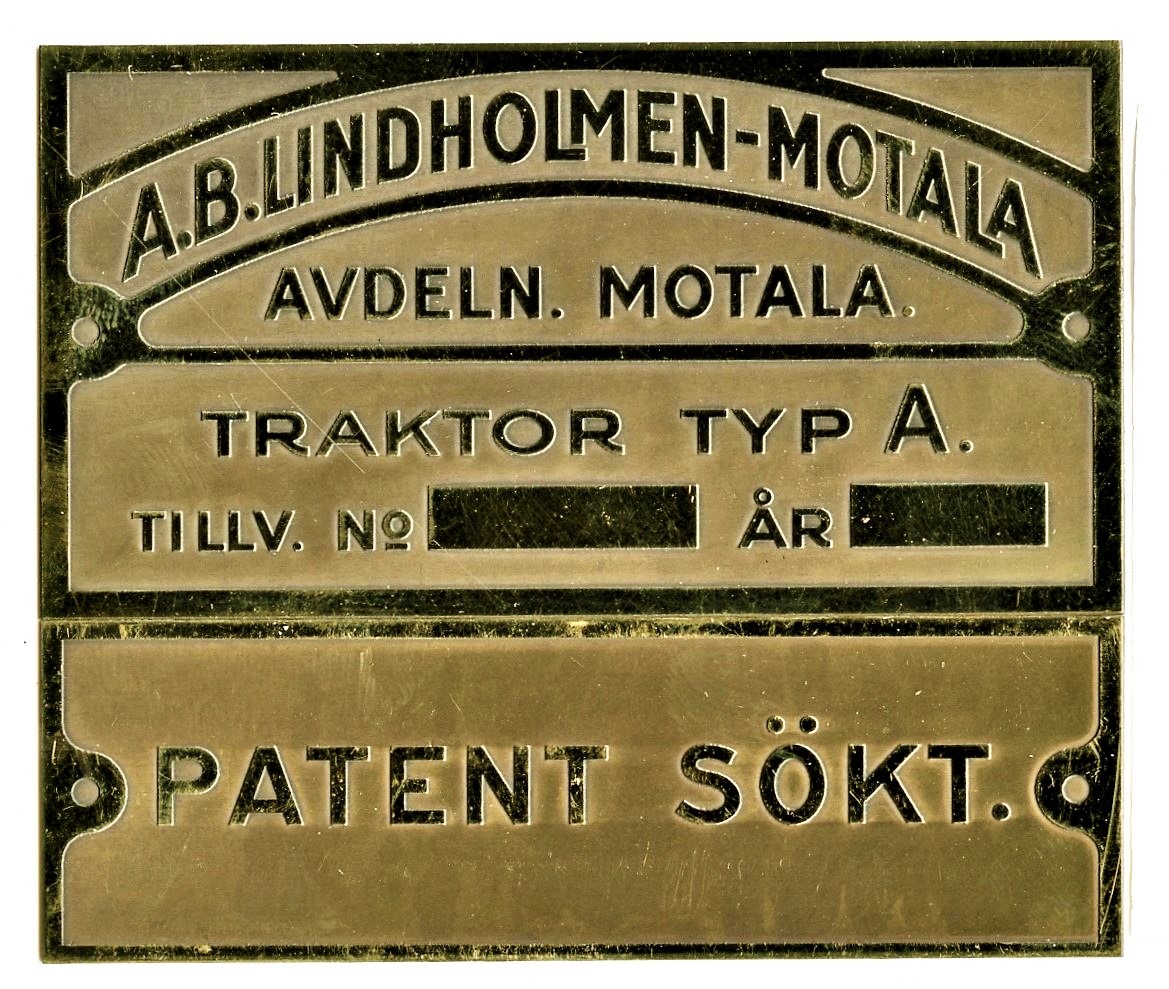
Skylt för LIMO bandtraktor.